# Dwukwiat

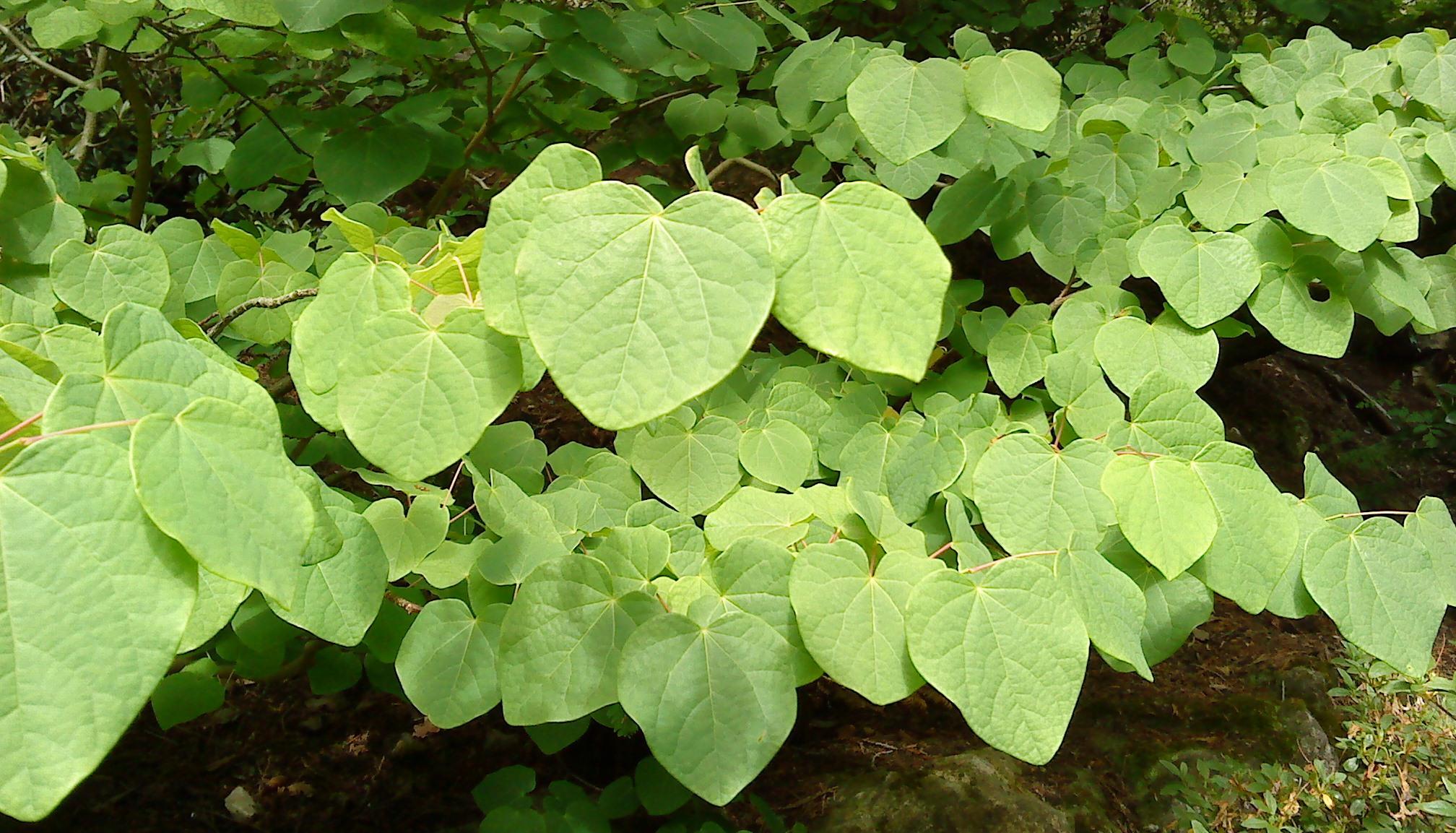
Liście dwukwiatu judaszolistnego

Dwukwiat (Disanthus) – rodzaj roślin z rodziny oczarowatych. Przez długi czas rodzaj uznawany był za takson monotypowy, obejmujący tylko jeden gatunek – dwukwiat judaszolistny D. cercidifolius, rosnący dziko w południowo-wschodnich Chinach i w południowej Japonii (wilgotne lasy na Honsiu i Sikoku). W 2017 z północno-zachodniego Wietnamu opisano kolejny gatunek z tego rodzaju – Disanthus ovatifolius. Zanim gatunek ten został opisany przez botaników, znajdował się od 2006 w ofercie handlowej w Europie Zachodniej pod błędną nazwą Uocodendron whartonii.
Kwiaty rozwijające się w październiku, zapylane są przez owady. Owoce dojrzewają przez rok, tj. jesienią w następnym roku po kwitnieniu.
Rośliny uprawiane są jako ozdobne. Dwukwiat judaszolistny ceniony jest głównie ze względu na intensywne barwy jesienne liści – pomarańczowe, czerwone, purpurowe i fioletowe. Kwiaty mają drobne i słabo pachnące. Ze względu na wrażliwość na mrozy w warunkach Europy Środkowej rośliny możliwe do uprawy tylko w szklarniach.

## Morfologia
PokrójKrzewy osiągające do 3–4 m wysokości o pędach nagich, brązowych.
LiścieUlistnienie skrętoległe, liście opadające na zimę u D. cercidifolius i zimozielone u D. ovatifolius. Długoogonkowe, wsparte dużymi, równowąskimi i odpadającymi przylistkami. Liście całobrzegie, dłoniasto użyłkowane, u D. cercidifolius szerokojajowate, u D. ovatifolius wąskojajowate.
KwiatyPromieniste, 5-krotne, obupłciowe, ciemnopurpurowe, wyrastają parami. Osiągają ok. 1,5 cm średnicy. Dno kwiatowe jest płytkie, szerokie i owłosione. Działki kielicha w liczbie 5, są owłosione i odgięte. Płatki korony równowąskolancetowate, długie i zaostrzone, zwinięte w pąku. Pręcików jest 5, bardzo krótkich. Zalążnia jest górna, w każdej z dwóch komór rozwija się 5–6 zalążków. Szyjki słupka są krótkie, zwieńczone są drobnym znamieniem.
OwoceZdrewniałe torebki, po dojrzeniu pękające dwoma klapami, u D. ovatifolius zakończonymi ościstymi wyrostkami. W każdej z dwóch komór znajduje się zwykle 6 czarnych, lśniących nasion o nierównej wielkości.

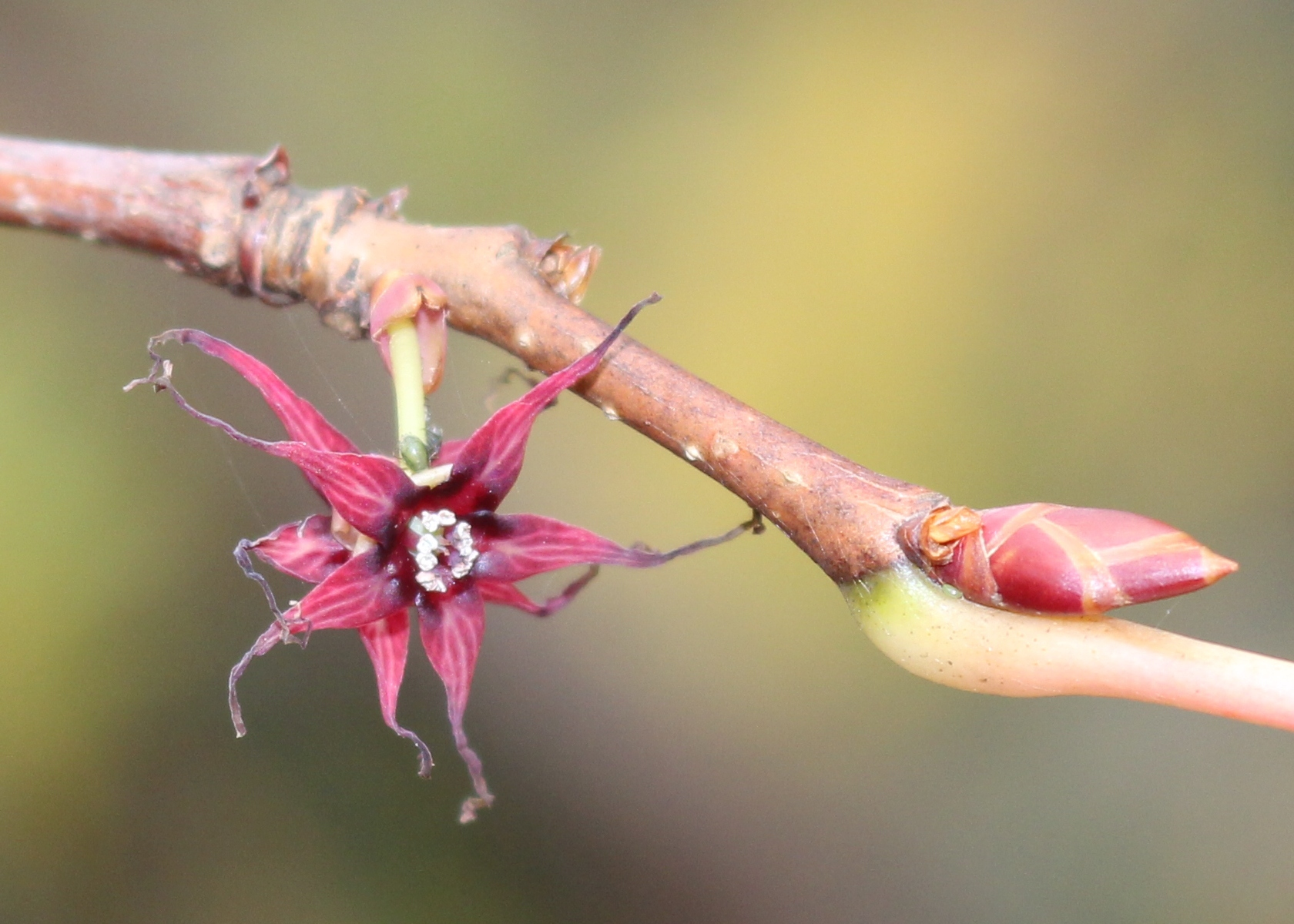
Kwiat dwukwiatu judaszolistnego
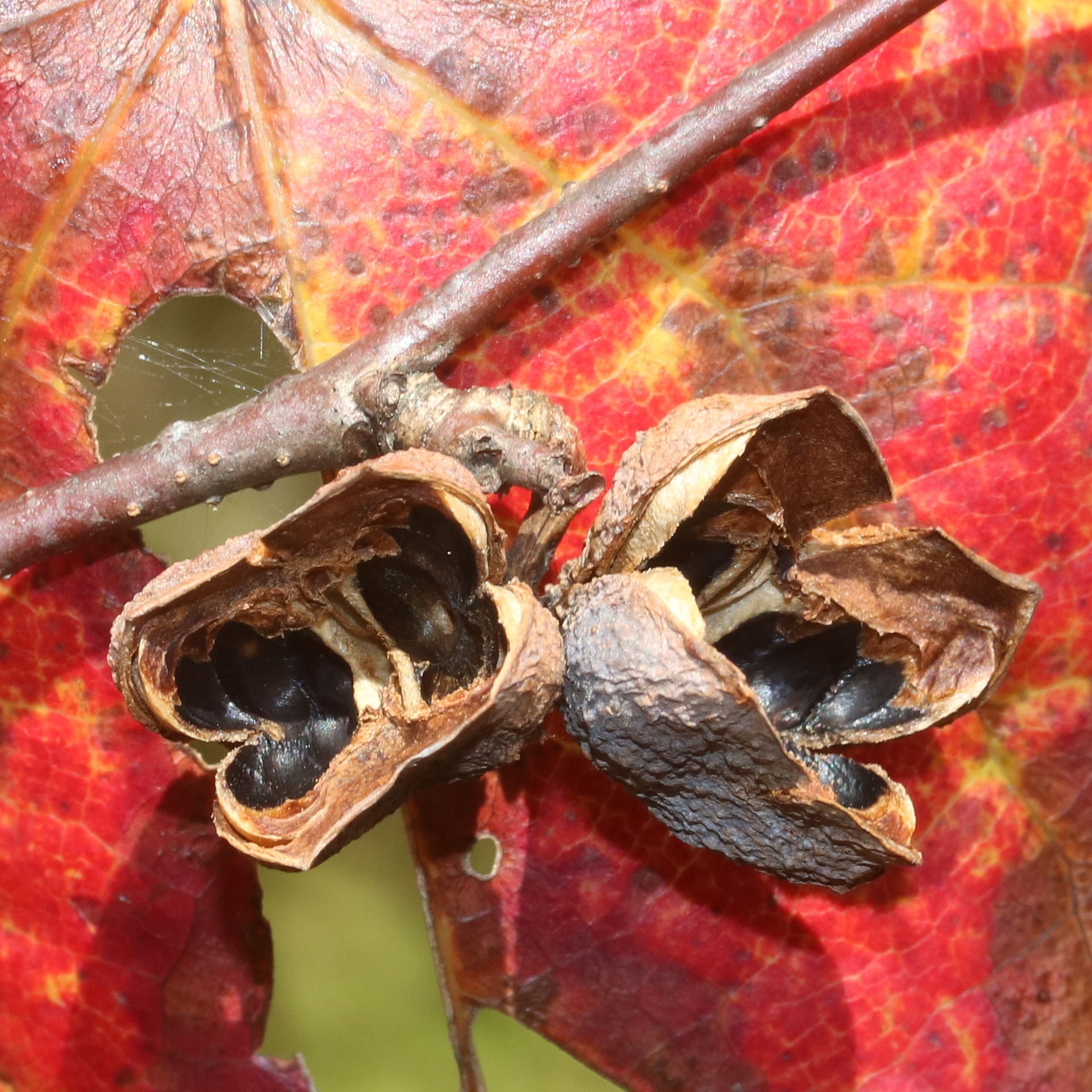
Otwarte owoce
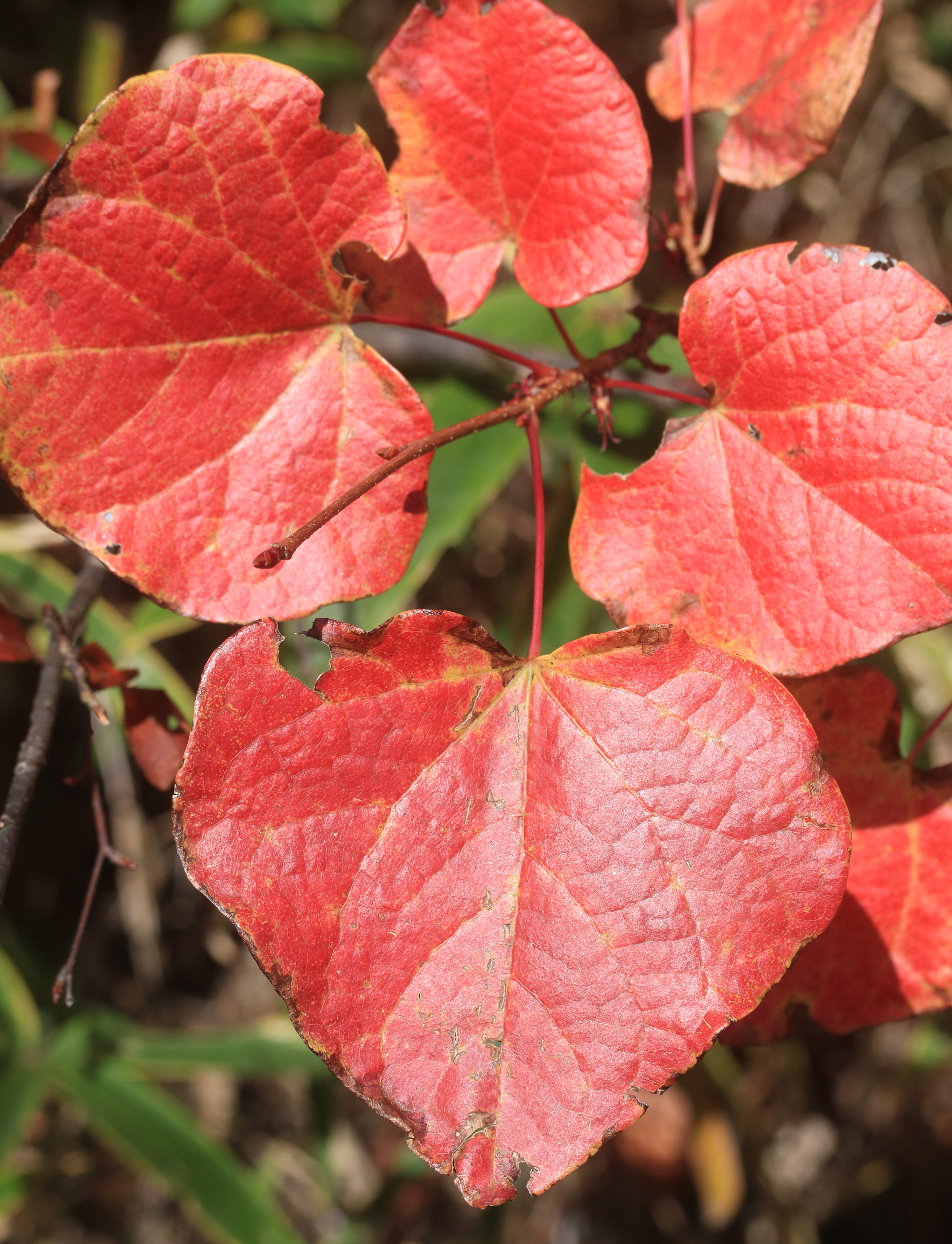
Jesienne zabarwienie liści

## Systematyka
Rodzaj z monotypowej podrodziny Disanthoideae z rodziny oczarowatych Hamamelidaceae.
Wykaz gatunków
- Disanthus cercidifolius Maxim. – dwukwiat judaszolistny
- Disanthus ovatifolius Aver., P.K.Endress, B.H.Quang & K.S.Nguyen